# Malaysian Women's Open
Il Malaysian Women's Open è stato un torneo femminile di tennis che si disputava a Kuala Lumpur in Malaysia su campi in cemento indoor.

## Albo d'oro

### Singolare
| Anno | Campionessa    | Finalista        | Punteggio |
| ---- | -------------- | ---------------- | --------- |
| 1992 | Yayuk Basuki   | Andrea Strnadová | 6–3, 6–0  |
| 1993 | Nicole Bradtke | Ann Grossman     | 6–3, 6–2  |

### Doppio
| Anno | Campionesse                            | Finalista                    | Punteggio     |
| ---- | -------------------------------------- | ---------------------------- | ------------- |
| 1992 | Isabelle Demongeot Natalija Medvedjeva | Rika Hiraki Petra Langrová   | 2–6, 6–4, 6–1 |
| 1993 | Patty Fendick Meredith McGrath         | Nicole Arendt Kristine Kunce | 6–4, 7–6(2)   |